# Sistema de ligas de futebol do Equador
O sistema de ligas do futebol equatoriano, também conhecido como Pirâmide do Futebol Equatoriano, consiste em uma série de divisões e competições disputadas por clubes de futebol do Equador. Os torneios são organizados pela Federação Equatoriana de Futebol (FEF) e Liga Profissional de Futebol do Equador (Liga PRO). O Campeonato Equatoriano de Futebol está dividido em três níveis: Serie A, Serie B e Segunda Categoria, respectivamente, primeira, segunda e terceira divisão.

## Estrutura

### Campeonato Equatoriano de Futebol
No topo do futebol equatoriano está a Serie A (primeira divisão), que é organizada pela Liga Profissional de Futebol do Equador (Liga PRO) e composta por 16 equipes. Em seguida temos a Serie B (segunda divisão), também organizada pela Liga Profissional de Futebol do Equador (Liga PRO) e composta por 10 equipes. Tanto a Serie A como a Serie B tiveram suas edições organizadas pela Federação Equatoriana de Futebol (FEF) até 2018. O terceiro nível é a Segunda Categoria (terceira divisão), organizada pela Federação Equatoriana de Futebol (FEF) e de longe a maior liga em termos de número de equipes. A liga conta com jogos dentro de suas associações provinciais para se qualificarem para um torneio nacional maior.

### Acessos e rebaixamentos
Na Serie A, além do direito ao título de campeão nacional, a liga promove o acesso tanto à Taça Libertadores da América como à Copa Sul-Americana, dependendo da classificação de cada uma das equipes. Por outro lado, os dois últimos colocados da liga descem para a divisão inferior. A Serie B promove duas equipes para a elite do futebol equatoriano e rebaixa duas equipes para o terceiro escalão da pirâmide de futebol do Equador. Ao final da Segunda Categoría, duas equipes são promovidas para à Serie B e as demais equipes retornam à suas respectivas associações provinciais.[carece de fontes?]

## Sistema atual
| Nível | Liga(s)/Divisão(ões)                                                                                  | Liga(s)/Divisão(ões)                                                                                  | Liga(s)/Divisão(ões)                                                                                  | Liga(s)/Divisão(ões)                                                                                  | Liga(s)/Divisão(ões)                                                                                  | Liga(s)/Divisão(ões)                                                                                  | Liga(s)/Divisão(ões)                                                                                  | Liga(s)/Divisão(ões)                                                                                  | Liga(s)/Divisão(ões)                                                                                  | Liga(s)/Divisão(ões)                                                                                  | Liga(s)/Divisão(ões)                                                                                  | Liga(s)/Divisão(ões)                                                                                  |
| 1     | Serie A Liga Profissional de Futebol do Equador 16 clubes                                             | Serie A Liga Profissional de Futebol do Equador 16 clubes                                             | Serie A Liga Profissional de Futebol do Equador 16 clubes                                             | Serie A Liga Profissional de Futebol do Equador 16 clubes                                             | Serie A Liga Profissional de Futebol do Equador 16 clubes                                             | Serie A Liga Profissional de Futebol do Equador 16 clubes                                             | Serie A Liga Profissional de Futebol do Equador 16 clubes                                             | Serie A Liga Profissional de Futebol do Equador 16 clubes                                             | Serie A Liga Profissional de Futebol do Equador 16 clubes                                             | Serie A Liga Profissional de Futebol do Equador 16 clubes                                             | Serie A Liga Profissional de Futebol do Equador 16 clubes                                             | Serie A Liga Profissional de Futebol do Equador 16 clubes                                             |
|       | ↓↑ 2 clubes                                                                                           | | | | | | | | | | | |
| 2     | Serie B Liga Profissional de Futebol do Equador 10 clubes                                             | Serie B Liga Profissional de Futebol do Equador 10 clubes                                             | Serie B Liga Profissional de Futebol do Equador 10 clubes                                             | Serie B Liga Profissional de Futebol do Equador 10 clubes                                             | Serie B Liga Profissional de Futebol do Equador 10 clubes                                             | Serie B Liga Profissional de Futebol do Equador 10 clubes                                             | Serie B Liga Profissional de Futebol do Equador 10 clubes                                             | Serie B Liga Profissional de Futebol do Equador 10 clubes                                             | Serie B Liga Profissional de Futebol do Equador 10 clubes                                             | Serie B Liga Profissional de Futebol do Equador 10 clubes                                             | Serie B Liga Profissional de Futebol do Equador 10 clubes                                             | Serie B Liga Profissional de Futebol do Equador 10 clubes                                             |
|       | ↓↑ 2 clubes                                                                                           | | | | | | | | | | | |
| 3     | Segunda Categoría Federação Equatoriana de Futebol 21 campeões e 16 vice-campeões das ligas regionais | Segunda Categoría Federação Equatoriana de Futebol 21 campeões e 16 vice-campeões das ligas regionais | Segunda Categoría Federação Equatoriana de Futebol 21 campeões e 16 vice-campeões das ligas regionais | Segunda Categoría Federação Equatoriana de Futebol 21 campeões e 16 vice-campeões das ligas regionais | Segunda Categoría Federação Equatoriana de Futebol 21 campeões e 16 vice-campeões das ligas regionais | Segunda Categoría Federação Equatoriana de Futebol 21 campeões e 16 vice-campeões das ligas regionais | Segunda Categoría Federação Equatoriana de Futebol 21 campeões e 16 vice-campeões das ligas regionais | Segunda Categoría Federação Equatoriana de Futebol 21 campeões e 16 vice-campeões das ligas regionais | Segunda Categoría Federação Equatoriana de Futebol 21 campeões e 16 vice-campeões das ligas regionais | Segunda Categoría Federação Equatoriana de Futebol 21 campeões e 16 vice-campeões das ligas regionais | Segunda Categoría Federação Equatoriana de Futebol 21 campeões e 16 vice-campeões das ligas regionais | Segunda Categoría Federação Equatoriana de Futebol 21 campeões e 16 vice-campeões das ligas regionais |